# فرودگاه نورث اسپیریت لیک
فرودگاه نورث اسپیریت لیک (به انگلیسی: North Spirit Lake Airport) یک فرودگاه همگانی با کد یاتا YNO است که یک باند فرود شن دارد و طول باند آن ۱۰۷۲ متر است. این فرودگاه در کشور ایالات متحده آمریکا قرار دارد و در ارتفاع ۳۳۰ متری از سطح دریا واقع شده است.